# Olavi Ylikorkala
Reino Olavi Ylikorkala, född 7 april 1942 i Revolax, är en finländsk läkare, specialist i obstetrik och gynekologi och i gynekologisk endokrinologi.
Ylikorkala blev medicine och kirurgie doktor 1973. Han utnämndes 1981 till professor i obstetrik och gynekologi vid Helsingfors universitet och till överläkare vid Kvinnokliniken vid Helsingfors universitetscentralsjukhus. Hans vetenskapliga verksamhet spänner över områdena gynekologisk endokrinologi, hormonbehandling, hormoner och blodkärlen samt skelettets biokemi. År 1996 utnämndes han till ledamot av Finska Vetenskapsakademien.